# Valge 2

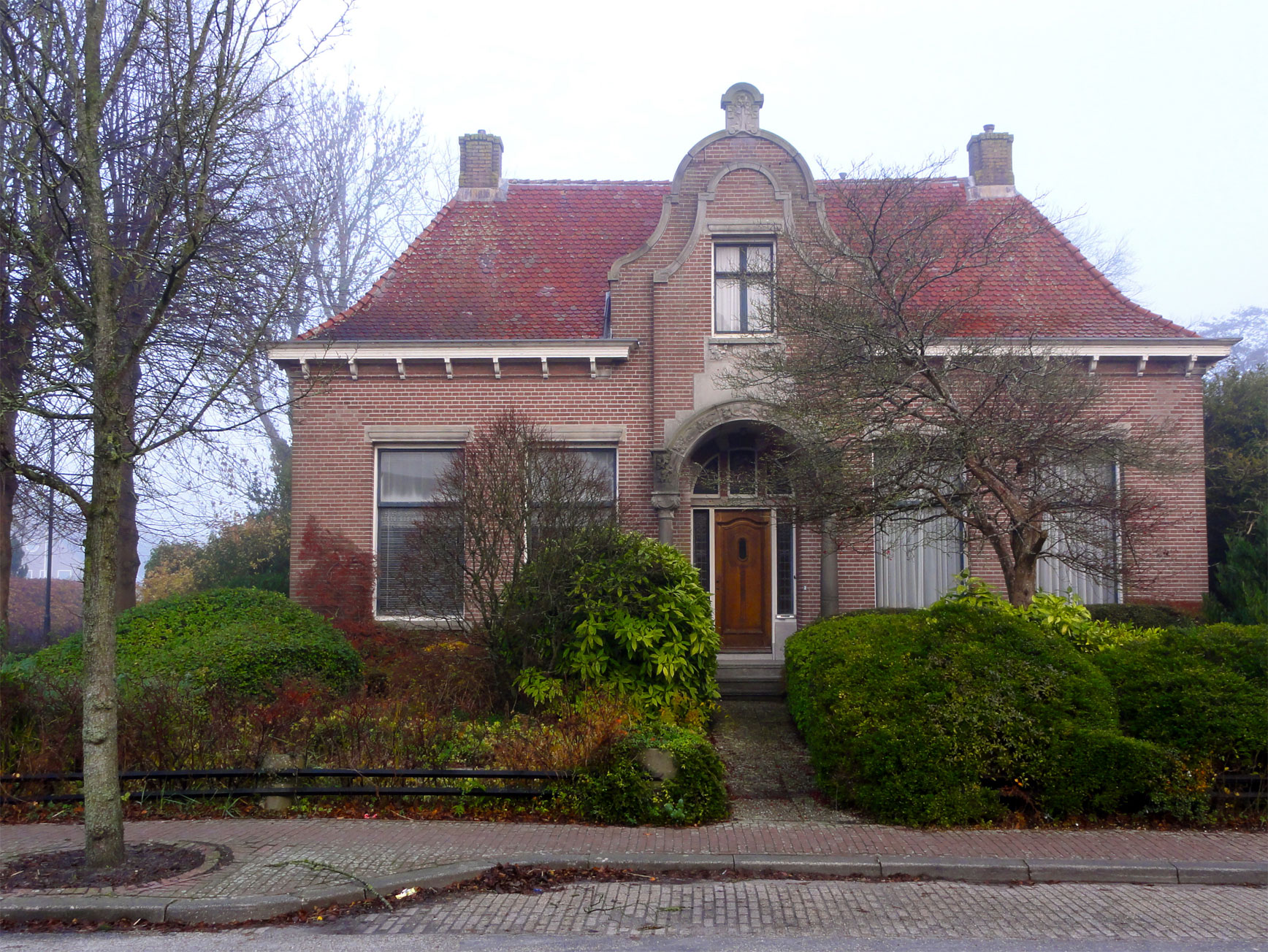
Rentenierswoning aan de Valge 2 te Leens anno 2010

De rentenierswoning aan de Valge 2 is een monumentaal pand in Leens in de Nederlandse provincie Groningen.
Het pand werd rond 1910 gebouwd naar een ontwerp van de architecten vader en zoon K. en G. Hoekzema in een historiserende vormgeving. Opdrachtgever was de landbouwer J.L. Toringa uit Zuurdijk. In het ontwerp van de woning zijn Jugendstilelementen verwerkt. Aan de voorzijde aan de zuidzijde bevindt zich de hoofdingang in een portiek met ter weerszijden pilaren verbonden door een boog met bladmotieven. In het midden van de boog bevindt zich een cartouche met de hoofdletter T, de beginletter van de naam van de opdrachtgever.
Het pand ligt op de hoek van de Valge en de toenmalige Stationsstraat, thans R. Ritsemastraat. Aan de overzijde van deze straat ligt op de hoek van de Hoofdstraat een andere monumentale rentenierswoning, ontworpen door de architect W. Reitsema Tzn..
De woning is vanwege onder meer de opvallende vormgeving, de historiserende stijl, de hoge mate van gaafheid van zowel het exterieur en delen van het interieur en de Jugendstilornamenten erkend als een rijksmonument. De rentenierswoning is een goede representant van het werk van de architecten vader en zoon Hoekzema.